# Duda Timur
Duda Timur is een bestuurslaag in het regentschap Karangasem van de provincie Bali, Indonesië. Duda Timur telt 5193 inwoners (volkstelling 2010).